# Јелена Јовичић
Јелена Јовичић (Београд, 29. јул 1976) српска је филмска, телевизијска, позоришна и гласовна глумица.

## Биографија
Играла је у филмовима Црна мачка бели мачор и Буре барута пре него што је уписала студије глуме. Глуму је дипломирала на Факултету драмских уметности у Београду, у класи професора Владимира Јевтовића 2002. године. С њом су студирали Срђан Ј. Карановић, Никола Вујовић, Петар Михаиловић, Јелена Илић, Нина Павловић, Нина Лазаревић, Милена Стошић, Андреа Сењанин, Марко Степановић, Лазар Стругар, Ана Бретшнајдер и Катарина Ерић.
Од 2002. године је стална чланица Позоришта на Теразијама у коме је одиграла мноштво улога и стекла статус првакиње. Гостовала је у Единбургу, где је с колегиницом из трупе „Балкан нови покрет“, Весном Станковић, учествовала у музичко-сценској манифестацији на којој су извеле неколико песама с енто мотивима. Заједно са Бодом Нинковићем, водила је програм Беовизије од 2005. до 2007. године. Водила је и емисију Шљивик с колегом Александром Срећковићем.
Године 2015. Јелена је са својом продукцијом направила искорак у каријери и урадила независан бродвејски мјузикл Спамалот. Остварила је већи број улога у телевизијским серијама.
Активно се бави синхронизацијом. Радила је за студије Лаудворкс, Соло, Студио и Басивити.

## Улоге

### Позоришне представе
| Наслов                        | Улога                                     | Редитељ               | Позориште               | Премијера          |
| ----------------------------- | ----------------------------------------- | --------------------- | ----------------------- | ------------------ |
| Др                            | (није била део премијерне поставке)       | Радослав Златан Дорић | Позориште на Теразијама | 11. јун 1994.      |
| Моја мама                     |                                           | Владимир Јевтовић     | Позориште Славија       | 10. новембар 1999. |
| Лутка са насловне стране      | Беба (премијерно играла Јелена Ступљанин) | Михаило Вукобратовић  | Позориште на Теразијама | 20. новембар 1999. |
| Бриљантин                     | Марти                                     | Михаило Вукобратовић  | Позориште на Теразијама | 7. децембар 2001.  |
| Пољуби ме, Кејт               | Хети                                      | Димитрије Јовановић   | Позориште на Теразијама | 23. децембар 2002. |
| Замисли живот                 |                                           | Миленко Заблаћански   | Позориште на Теразијама | 27. јун 2003.      |
| Поп Ћира и поп Спира          | Меланија                                  | Југ Радивојевић       | Позориште на Теразијама | 10. октобар 2003.  |
| Светлости позорнице           |                                           | Војкан Борисављевић   | Позориште на Теразијама | 13. октобар 2005.  |
| A Chorus Line                 | Вал                                       | Михаило Вукобратовић  | Позориште на Теразијама | 26. октобар 2005.  |
| Поморанџина кора              | Зрела                                     | Горан Марковић        | Атеље 212               | 30. април 2006.    |
| Хероји                        | Јелена                                    | Славенко Салетовић    | Позориште на Теразијама | 18. мај 2006.      |
| Осма седница или живот је сан | Росаура и Светлана Бојковић               | Горан Марковић        |                         | 2006.              |
| Чикаго                        | Рокси Харт                                | Кокан Младеновић      | Позориште на Теразијама | 19. октобар 2006.  |
| На слово, на слово            | Лола, тетка                               | Даријан Михајловић    | Позориште на Теразијама | 17. април 2010.    |
| Продуценти                    | Ула Инга Хансен                           | Југ Радивојевић       | Позориште на Теразијама | 26. фебруар 2011.  |
| Грк Зорба                     | Марија                                    | Михаило Вукобратовић  | Позориште на Теразијама | 29. јул 2011.      |
| Под сјајем звезда             |                                           | Михаило Вукобратовић  | Позориште на Теразијама | 27. децембар 2011. |
| Виктор Викторија              | Норма Кесиди                              | Михаило Вукобратовић  | Позориште на Теразијама | 11. јун 2014.      |
| Mamma Mia!                    | Дона                                      | Југ Радивојевић       | Позориште на Теразијама | 27. март 2015.     |
| Спамалот                      | Госпа од језера                           | Радослав Миленковић   | Сава центар             | 22. новембар 2015. |
| Inside Out                    | Дина                                      | Ана Григоровић        | Позориште на Теразијама | 26. октобар 2018.  |
| Бродвејске враголије          | Драузи, Мамурна дружбеница                | Небојша Брадић        | Позориште на Теразијама | 5. октобар 2019.   |
| Вече мјузикла на Теразијама   |                                           | Даријан Михајловић    | Позориште на Теразијама | 19. мај 2023.      |
| Жене на ивици нервног слома   | Кандела                                   | Небојша Брадић        | Позориште на Теразијама | 20. октобар 2023.  |

### Филмографија
|                   | 1990▼ | 2000▼ | 2010▼ | 2020▼ | Укупно |
| ----------------- | ----- | ----- | ----- | ----- | ------ |
| Дугометражни филм | 2     | 0     | 2     | 0     | 4      |
| ТВ филм           | 0     | 1     | 0     | 0     | 1      |
| ТВ серија         | 0     | 2     | 8     | 6     | 16     |
| Кратки филм       | 0     | 0     | 0     | 0     | 0      |
| Укупно            | 2     | 3     | 10    | 6     | 21     |

| Год.       | Назив                                 | Улога                         |
| ---------- | ------------------------------------- | ----------------------------- |
| 1990-е▲    |                                       |                               |
| 1998.      | Црна мачка бели мачор                 | Даданова девојка              |
| 1998.      | Буре барута                           | Девојка у аутобусу            |
| 2000-е▲    |                                       |                               |
| 2003—2005. | М(ј)ешовити брак (серија)             | Дајана                        |
| 2005.      | Леле, бато (ТВ филм)                  | Водитељка Јасмина Тихомировић |
| 2009.      | Бела лађа (серија)                    | Данијела                      |
| 2010-е▲    |                                       |                               |
| 2010—2011. | На слово, на слово (серија)           |                               |
| 2012.      | Комисарио Нардоне (серија)            | Вереница                      |
| 2012.      | Il restauratore (it) (серија)         | Менаџерка музеја              |
| 2012—2014. | Војна академија (серија)              | Психолог Весна                |
| 2013.      | Војна академија 2                     | Психолог Весна                |
| 2013.      | Вилењакова прича                      | Мајка                         |
| 2015.      | Ко је код Које (телевизијска емисија) |                               |
| 2015.      | Заборављени умови Србије (серија)     |                               |
| 2017.      | Мамини синови (серија)                | Др Јасмина                    |
| 2019.      | Врата до врата (серија)               | Љубинка Тина Сибиновић        |
| 2020-е▲    |                                       |                               |
| 2021—2022. | Тајна винове лозе (серија)            | Даница                        |
| 2021—2023. | Радио Милева (серија)                 | Силвија                       |
| 2021.      | Преспав (серија)                      | Јелена                        |
| 2022.      | Игра судбине (серија)                 | Силвана Чварковић             |
| 2022.      | Клан (серија)                         | Директорка школе              |
| 2023.      | Закопане тајне (серија)               | Пава Шибалић                  |

### Синхронизације
| Година | Назив                                        | Улога                                                     |
| ------ | -------------------------------------------- | --------------------------------------------------------- |
| 2017.  | Мој мали пони: Филм                          | Пинки Пај, Флатершај, Селестија, Наредница Селано (вокал) |
| 2017.  | Чудовишта из моје породице                   |                                                           |
| 2017.  | Пчелица Маја: Медене игре                    |                                                           |
| 2018.  | Чаробни принц                                |                                                           |
| 2019.  | Господин Линк: У потрази за скривеним градом |                                                           |
| 2019.  | Ружњићи                                      |                                                           |
| 2020.  | Кућни љубимци на тајном задатку              |                                                           |
| 2021.  | Том и Џери                                   |                                                           |
| 2022.  | Лоши момци                                   |                                                           |

## Награде и признања
| Година | Остварење                                                       | Награда                                                              |
| ------ | --------------------------------------------------------------- | -------------------------------------------------------------------- |
| 2004.  | Поп Ћира и поп Спира                                            | Награда за најбољу младу глумицу на Данима комедије у Јагодини       |
| 2011.  | Продуценти / Грк Зорба                                          | Годишња награда Позоришта на Теразијама                              |
| 2014.  | Виктор Викторија                                                | Годишња награда Позоришта на Теразијама                              |
| 2015.  | Виктор Викторија                                                | Награда града Београда за позоришно стваралаштво у претходној години |
| 2015.  | Награда „Златна значка” за свеобухватни допринос култури Србије |                                                                      |

## Галерија
- Представа Виктор Викторија
- Премијера представе Грк Зорба, Владан Савић и Јелена Јовичић
- Стото извођење представе Чикаго
- Музичка ревија Под сјајем звезда